# ارکیت (شهرستان آق‌سی)
ارکیت (به لاتین: Arkit) یک منطقهٔ مسکونی در قرقیزستان است که در شهرستان آق‌سی واقع شده‌است. ارکیت ۱٬۰۹۱ نفر جمعیت دارد و ۱٬۳۲۰ متر بالاتر از سطح دریا واقع شده‌است.